# Scene da un amore/Angelina
Scene da un amore/Angelina è un singolo del cantante italiano Riccardo Fogli, pubblicato nel 1980 come estratto dall'album in studio Alla fine di un lavoro.